# North Highlands
North Highlands è un census-designated place degli Stati Uniti d'America, situato nella Contea di Sacramento dello Stato della California. Fa parte dell'area metropolitana di Sacramento.
Si estende su una superficie di 22,87 km² (8,83 mi²). Al censimento del 2010 contava 42 694 abitanti.